# 平田俊遠
平田 俊遠（ひらた としとお）は、平安時代後期の武士。土佐国幡多郡平田の土豪。

## 略歴
平清盛の嫡男・重盛の家人だった。寿永元年（1182年）9月、平氏政権は平治の乱後に土佐に配流されていた源希義が源頼朝の挙兵へ呼応することを警戒し、俊遠と蓮池家綱に希義討伐の指示を与えた。希義は香美郡の夜須行宗との合流を図ったが、蒲池家綱とともにこれを襲って年越山（現・南国市）の辺りで討ち取った。続いて夜須行宗も討とうとしたものの、行宗は舟で紀伊国へと脱出しまった。同年11月、希義の戦死を知った頼朝は俊遠らを討つため、夜須行宗を案内として源有綱を土佐へと派遣している。その後、俊遠は平田城に籠もって戦ったものの、ついに城外で討たれたと伝わる。子孫とされる一族に土佐郡の土豪・大高坂氏がある。